# Ÿ
Das Ÿ (Y mit Trema) bzw. ÿ ist ein seltener Buchstabe des lateinischen Schriftsystems im Deutschen, Französischen, Lüdischen, Ngiemboon und Tlingit.

## Darstellung auf Computersystemen
Wegen der Seltenheit des „Ÿ“ (und weil es nicht am Wortanfang vorkommen kann) wurde im Zeichensatz Latin-1 und bei Codepage 850 nur der Kleinbuchstabe „ÿ“ kodiert. Der Zeichensatz Latin-9 enthält sowohl das große „Ÿ“ als auch das kleine „ÿ“.
| System 1                              | System 1                              | Majuskel (Ÿ)                                           | Minuskel (ÿ)                                  |
| ------------------------------------- | ------------------------------------- | ------------------------------------------------------ | --------------------------------------------- |
| Windows                               | CP850 (TUI)                           | –                                                      | Alt+152                                       |
| Windows                               | CP1252 (GUI)                          | Alt+0159 2                                             | Alt+025 2                                     |
| Linux (mit neueren Versionen von X11) | Linux (mit neueren Versionen von X11) | Alt Gr+Ü, ⇧Shift + Y                                   | Alt Gr+Ü, Y                                   |
| TeX/LaTeX                             | Textmodus                             | Ÿ (oder \ddot Y)                                       | ÿ (oder \ddot y)                              |
| TeX/LaTeX                             | Mathem. Modus                         | —                                                      | —                                             |
| HTML-Entität                          | HTML-Entität                          | &Yuml;                                                 | &yuml;                                        |
| XML/XHTML                             | dezimal                               | &#376;                                                 | &#255;                                        |
| XML/XHTML                             | hexadezimal                           | &#x0178;                                               | &#x00FF;                                      |
| ISO 8859-1 (Latin-1) und Unicode      | ISO 8859-1 (Latin-1) und Unicode      | U+0178                                                 | U+00FF                                        |
| macOS                                 | macOS                                 | ⇧Shift + Y gedrückt halten bis Auswahl für Ÿ erscheint | Y gedrückt halten bis Auswahl für ÿ erscheint |

## Herkunft
Das ÿ ist auf zwei verschiedene Arten entstanden:
- y mit Trema: Diese Kombination kann in Rechtschreibungen geläufig sein, die sowohl das y kennen als auch das Trema, beispielsweise im Französischen.
- Buchstabenfolge ij: Die Buchstabenfolge IJ, die beispielsweise im Niederländischen oder im Frühneuhochdeutschen vorkommt, wird bisweilen durch ein ÿ ersetzt, da dieses besonders in Handschriften oft genau gleich aussieht.

Die zu ÿ zusammengezogene Buchstabenfolge ij (statt ii) begegnet regelmäßig in Matriken, Urkunden und älteren  Büchern als Schreibweise des Genitivs in lateinischen Wörtern mit der Nominativendung -ius; z. B. in Monatsnamen wie Februarij/Februarÿ oder bei Personennamen wie Georgÿ (etwa in der Bedeutung [Kind] oder [Kirche] des Georg).
Dieses ÿ ist seinerseits an verschiedenen Orten durch ein einfaches y ersetzt worden, beispielsweise im Afrikaans oder im Alemannischen.

## Vorkommen

### Deutsch
Im Frühneuhochdeutschen und im Mittelniederländischen wurde der lange [iː]-Laut bisweilen als ij wiedergegeben. Dies entspricht einem ii, doch die Verdoppelung des Buchstabens i wurde vermieden, indem das j verwendet wurde, das damals noch eine freie Variante des i war. Dieses ij sah aus wie eine Ligatur „ÿ“ (vgl. nebenstehendes Bild in Frakturschrift) und konnte deshalb durch dieses ersetzt werden (beispielsweise frÿ ‚frei‘). Das ÿ wurde wiederum wegen seiner Ähnlichkeit mit dem griechischen Ypsilon gleichgesetzt. Auf diese Verwendung geht das in alemannischen Namen übliche y zurück, das ein [iː] bezeichnet (beispielsweise Schwyz, Mythen).
Früher wurden im Deutschen häufig zwei Punkte oder Striche über den Buchstaben y geschrieben, wenn dieser in deutschen Wörtern seinen Ursprung im ij hatte, um diesen vom griechischen y zu unterscheiden. Es handelte sich hierbei aber um eine vorwiegend handschriftliche Konvention ähnlich dem Strich über dem Kleinbuchstaben u, und stellt kein „y mit Trema“ dar. In gedruckter Schrift hingegen wurden diese Punkte über dem y in der Regel nicht geschrieben. Eine Ausnahme zeigt nebenstehendes Straßenschild.
Ferner kommt das „ÿ“ in den Familiennamen von Meÿenn, Zeÿn, Boÿens, von Croÿ, Ferrarÿ, Deboÿ, de Bÿl, Lohmeÿer, Meÿer und Weÿer vor.

Ein Beispiel für eine Wortneuschöpfung im Marketing ist der 2017 neu eingeführte Markenname Pÿur.

Unterschrift von Tycho Brahe, Tycho als Tÿcho geschrieben
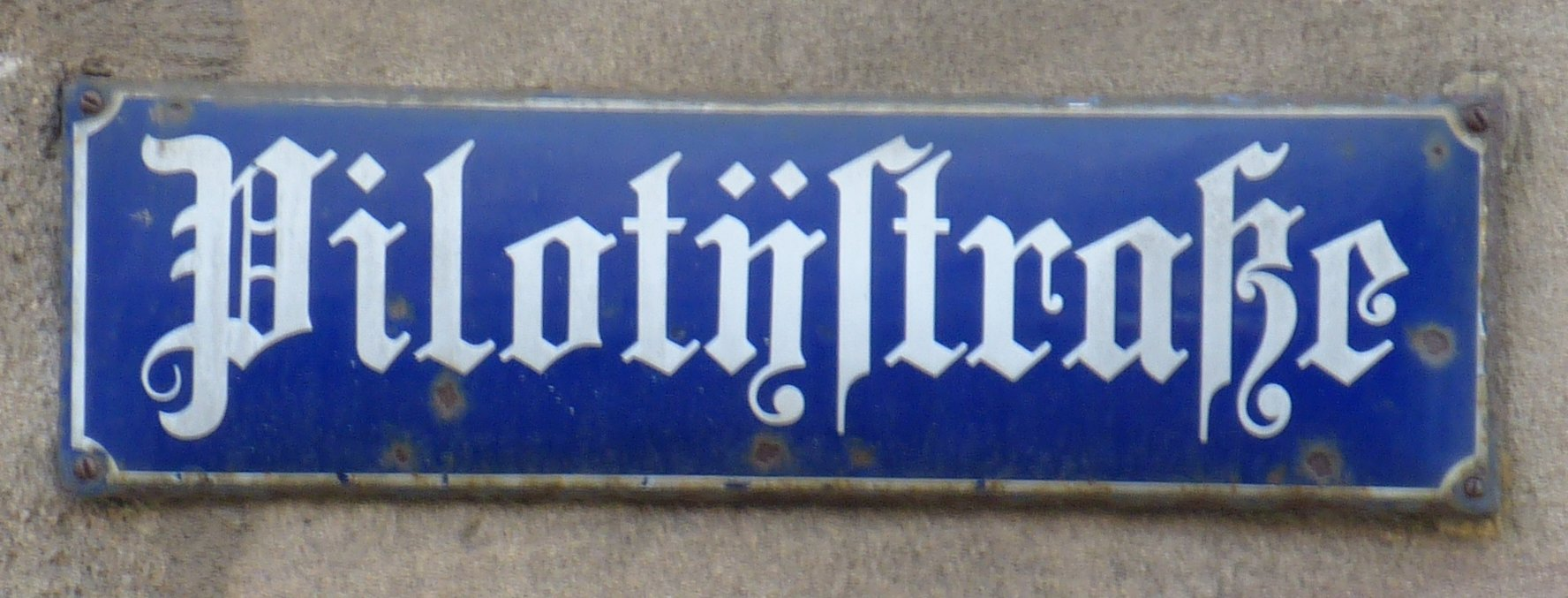
Altes Straßenschild der Pilotystraße in Nürnberg, Pilotystraße als Pilotÿstraße geschrieben
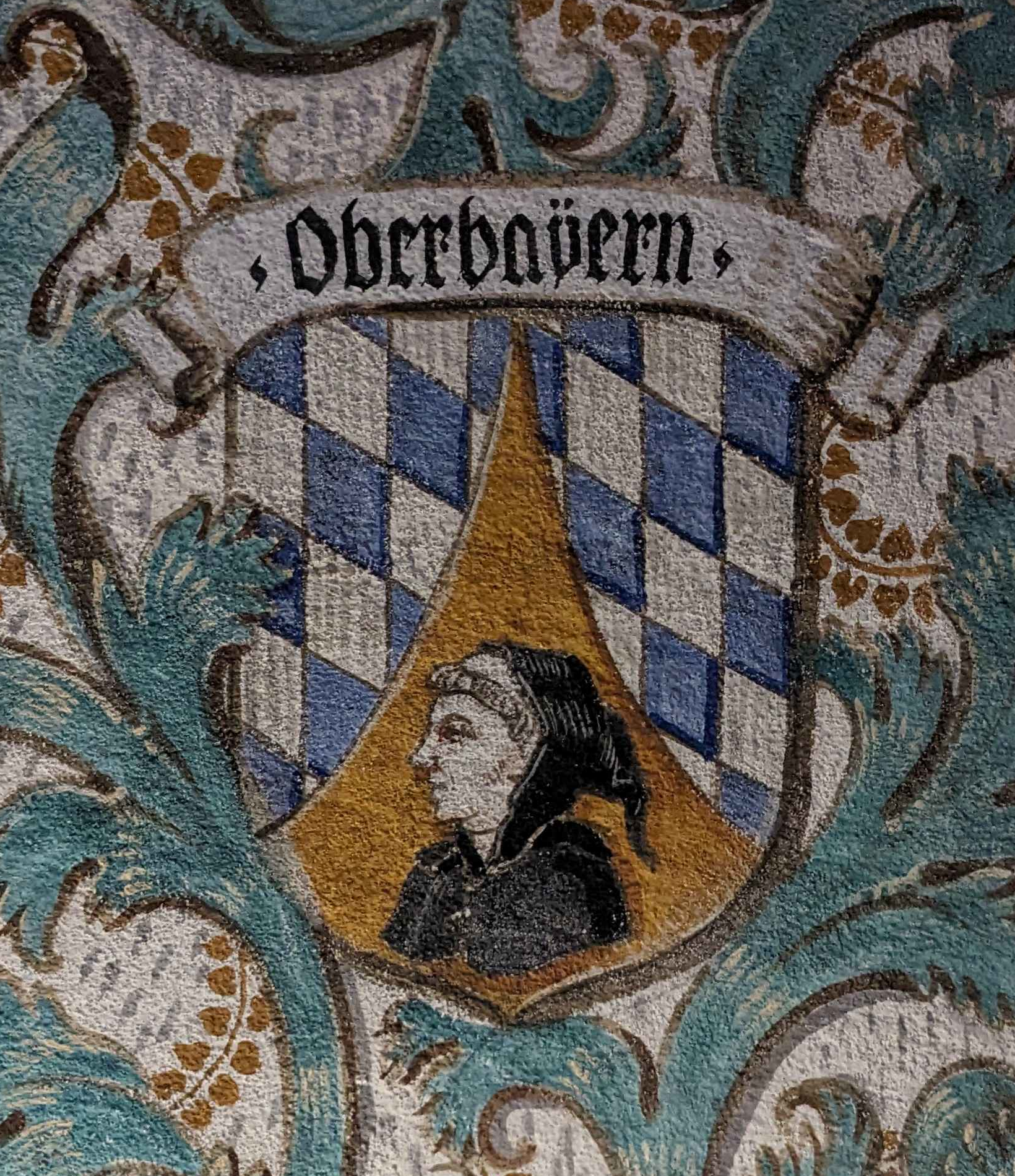
Deckenmalerei in der Volkshochschule Fürth mit Wappen vom Kreis Oberbayern, Oberbayern als Oberbaÿern geschrieben

### Französisch
Im Französischen kommt das „ÿ“ in den Ortsnamen Moÿ-de-l’Aisne, Faÿ-lès-Nemours und L’Haÿ-les-Roses in Frankreich sowie Freÿr (Schloss in Belgien) vor. Die Orte Mareuil-sur-Aÿ und Aÿ in der Champagne werden offiziell ohne das Trema auf dem „y“ geschrieben.
Außerdem kommt das „ÿ“ im Vornamen Aloÿs (Alois) und in den Namen des Schriftstellers Pierre Louÿs, des belgischen Komponisten Eugène Ysaÿe und des belgischen Künstlers Francis Alÿs vor.

### Klassisches Griechisch
Im klassischen Griechisch kann das ÿ zur Umschreibung des nicht-diphthongierten αυ (Alpha Ypsilon) verwendet werden. Auch dort ist es sehr selten, es kommt zum Beispiel im persischen Namen Artaÿktes vor.

### Sonstiges
Die Band Queensrÿche schreibt sich mit „ÿ“ (Heavy-Metal-Umlaut), ebenso die Band Dÿse.
Das Siegener Medien- und Kulturhaus „Lÿz“ (so benannt nach seiner früheren Nutzung als Lyzeum) schreibt sich mit „ÿ“, um damit darauf hinzuweisen, dass der Name nicht wie „liz“ ausgesprochen werden soll.
Beim Telekommunikationsprovider Pÿur sollen die beiden Punkte ein Lächeln suggerieren.